# I'm Going to Tell You a Secret
I'm Going to Tell You a Secret é um telefilme estadunidense de 2005, do gênero documentário, que segue a vida da cantora Madonna em sua turnê mundial de 2004 Re-Invention World Tour. Dirigido por Jonas Åkerlund, o filme estreou na MTV em 21 de outubro de 2005 e foi lançado em DVD em 20 de junho de 2006 pela Warner Bros. Records. O documentário foi originalmente chamado The Re-Invented Process, referenciando a turnê e aexposição de Steven Klein intitulada X-STaTIC Pro=CeSS. Começa com imagens da exposição e Madonna faz testes para dançarinas da turnê, continua com sua comitiva viajando por diferentes cidades e se apresentando, a introspecção da cantora sobre sua vida, seu casamento, sua religião e seus filhos e termina com a visita de Madonna a Israel no meio de protestos.
O documentário foi inspirado pela necessidade de Madonna de mostrar seu lado artístico na turnê e sua devoção ao misticismo judaico Cabala. Ao contrário do documentário de 1991, Truth or Dare, que retratava o glamour de Hollywood, I'm Going to Tell You a Secret desde o início, que esclareceu que se tratava das visões pessoais da cantora sobre a vida e a espiritualidade. Como Truth or Dare, as cenas da performance foram filmadas em cores, enquanto o restante do filme foi em preto e branco. Além de Madonna, seus dançarinos e sua comitiva, Åkerlund também filmava sua família, seu processo de trabalho e seu dia-a-dia. Madonna e seu então marido Guy Ritchie em Mayfair, Londres, foi usado para algumas seqüências. O filme apresenta aparições do pai e madrasta de Madonna, além do cineasta Michael Moore.
Antes de lançar o documentário, Madonna convidou um seleto grupo de amigos e colegas de trabalho para assistir a um trecho de três horas do filme em um teatro local em Notting Hill. O filme teve cenas cortadas após respostas negativas sobre detalhes excessivos sobre a Cabala. Para a promoção e estréia do filme, Madonna apareceu em sessões de perguntas e respostas com a imprensa e também fez um discurso para estudantes de cinema no Hunter College de Nova Iorque. A resposta crítica a I'm Going to Tell You a Secret foi mista, com revisores elogiando as performances ao vivo e as cenas envolvendo seus filhos e família, mas criticando a natureza auto-indulgente e pregacionista. I'm Going to Tell You a Secret foi lançado em um formato de dois discos, um CD com 14 músicas da turnê e um DVD com o documentário. Recebeu uma resposta positiva dos críticos, mas teve sucesso comercial moderado.

## Sinopse
O documentário começa com cenas do X-STaTIC Pro=CeSS, com Madonna aparecendo como uma rainha sentada ao lado de um coiote. A introdução é seguida pela cantora gravando os vocais com o produtor musical Stuart Price e os dançarinos da audição para a Re-Invention World Tour.
Após o primeiro show da turnê no The Forum em Inglewood, Califórnia, Madonna assiste a uma festa com seus dançarinos comemorando o sucesso da noite de abertura. A turnê se muda para Nova Iorque com mais imagens de ensaio e Madonna pede que seus dançarinos se inscrevam para votar nas próximas eleições. Guy Ritchie brinca com Madonna enquanto ela se prepara para a apresentação no Madison Square Garden, enquanto Michael Moore aparece em um segmento de entrevista, lembrando como Madonna agradeceu durante o show por seu documentário.
Em Chicago, o pai de Madonna, Tony Ciccone, é entrevistado em sua vinha; ele lembra a infância de Madonna. Ciccone e sua esposa Joan vêm visitar a cantora em seu show no United Center. A comitiva se muda para Miami, onde Ritchie é mostrada pescando com seu filho Rocco, brinca com sua filha Lourdes e Madonna reflete sobre os relacionamentos e o marido. Quando a turnê chega a Londres, Madonna fica irritada com as viagens. A Cabala entra em cena com explicações sobre a prática mística de Madonna e sua professora Eitan. No Castelo de Slane, Dublin, Madonna e seus dançarinos corriam o risco de serem eletrocutados devido à chuva constante, mas mesmo assim ela continuou as apresentações.
Em Paris, Madonna leva seus dançarinos para um recital de piano de Katia e Marielle Labèque. Após a apresentação no Palais Omnisports de Paris-Bercy, a digressão chega à sua parada final em Lisboa. Os dançarinos são mostrados curtindo a praia e conversando sobre seus planos futuros. Com uma apresentação final de "Holiday", a Re-Invention World Tour termina. Em uma festa depois, Madonna recita um poema para sua assistente Angie.
O segmento final do documentário mostra Madonna chegando a Tel Aviv, Israel, em meio a protestos de sua visita. Ela faz um discurso em benefício de sua fundação de caridade, Spirituality For Kids. Ela fala de compaixão, paz e de dar às crianças todos os benefícios que elas merecem. Então Madonna visita o túmulo de Rachel nos arredores de Belém e faz suas orações. O documentário termina então, com uma cena de despedida de uma criança israelense e uma criança palestina andando juntos por uma estrada enquanto a voz de Madonna diz que o público aprendeu seu "segredo".

## Turnê

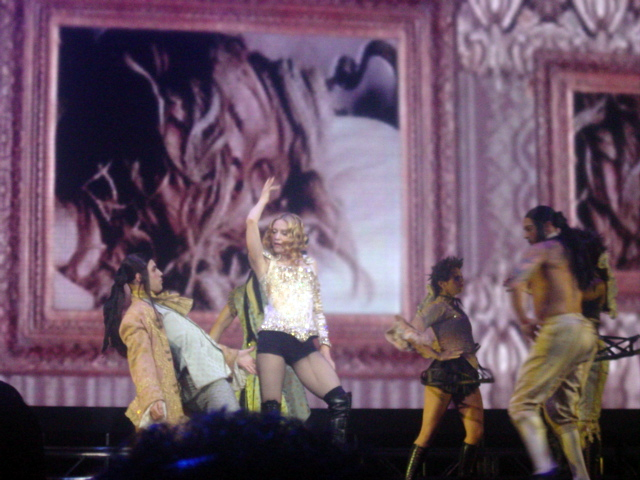
Madonna abre a Re-Invention World Tour com uma performance de "Vogue"

A Re-Invention World Tour foi a sexta turnê de Madonna. Apoiou seu nono álbum de estúdio, American Life, e visitou a América do Norte e a Europa. Madonna se inspirou para criar a turnê, depois de participar de uma instalação de arte chamada X-STaTIC PRo=CeSS, dirigida pelo fotógrafo Steven Klein. Várias músicas foram ensaiadas para a turnê, com vinte e quatro delas fazendo o setlist final. A turnê foi dividida em cinco segmentos: barroco francês - renascimento de Barroco Francês–Marie Antoinette, Militar–Exército, Circo–Cabaré, Acústico–Tribo Escocês. Os figurinos foram desenvolvidos pela designer Arianne Phillips com base no conceito de reinvenção. O segmento de abertura exibia apresentações com dança em geral. O segmento Militar exibiu performances com o tema da guerra. O Circus exibiu performances alegres, enquanto as apresentações do segmento acústico eram melancólicas. O segmento Escocês final teve Madonna e seus artistas exibindo rotinas de dança enérgicas.
A turnê recebeu uma recepção positiva dos críticos contemporâneos. No entanto, o cantor Elton John acusou Madonna de utilizar playback na turnê. Os representantes de Madonna negaram as acusações e John se desculpou mais tarde. A Re-Invention World Tour foi um sucesso comercial. Os ingressos foram completamente vendidos assim que as datas e os locais da turnê foram anunciados, levando os organizadores a adicionar mais datas. Após a conclusão, foi nomeada a turnê de maior bilheteria de 2004, faturando US$ 125 milhões (US $ 169,2 milhões em 2019) de 56 shows com 900,000 espectadores. Ele ganhou o prêmio de Maior Turnê no Billboard Touring Awards de 2004.

## Concepção e desenvolvimento

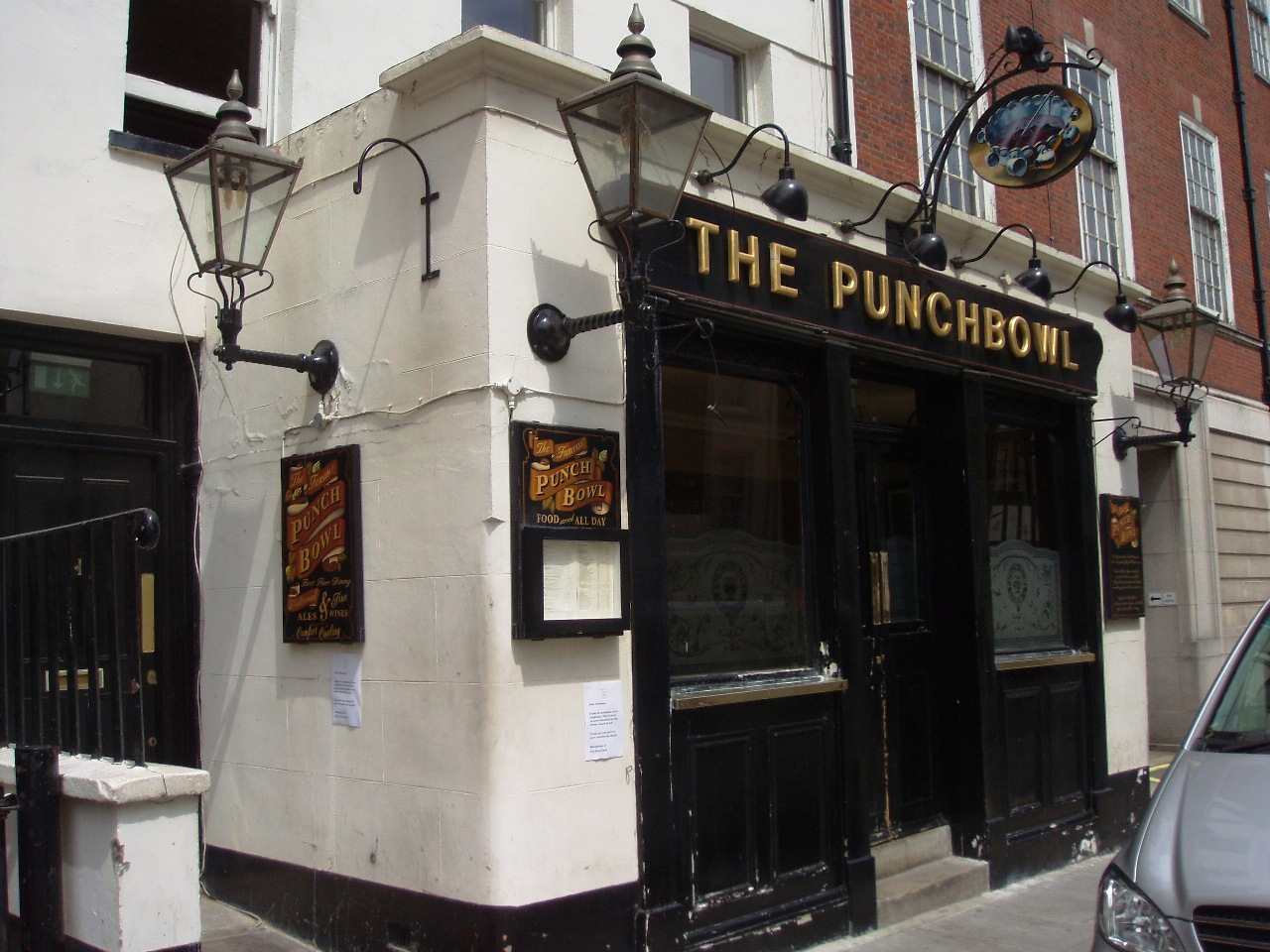
O pub Punch Bowl, em Mayfair, Londres, foi apresentado em uma das sequências do documentário.

A turnê foi registrada no documentário intitulado I'm Going to Tell You a Secret. Originalmente chamado The Re-Invented Process, em referência à turnê e à exposição X-STaTIC Pro=CeSS, o documentário foi filmado durante a visita de Madonna à América do Norte e Europa, de 24 de maio a 14 de setembro de 2004. Foi dirigido por Jonas Åkerlund, cujos empreendimentos anteriores incluíam videoclipes, comerciais e o filme cult, Spun (2003). O documentário surgiu do desejo de Madonna de mostrar seu lado artístico na turnê e sua devoção ao misticismo judaico Cabala. Ao contrário do documentário de 1991, Truth or Dare, que retratava oglamour de Hollywood, I'm Going to Tell You a Secret, esclareceu desde o início que se tratava das opiniões da cantora sobre a vida e a espiritualidade. "É um eu diferente, tenho marido, tenho família, toda a minha vida mudou. Seria muito estranho se eu estivesse me comportando da mesma maneira que há 12 anos;— isso seria um pouco estranho. Chega de garrafas Evian!", Madonna disse à MTV, com a última parte se referindo a uma cena de seu sexo oral em uma garrafa Evian em Truth or Dare.
Como Truth or Dare, as cenas da performance foram filmadas em cores, enquanto o restante do documentário foi em preto e branco. Além de Madonna, seus dançarinos e sua comitiva, Åkerlund também filmava sua família, seu processo de trabalho e seu dia-a-dia. As filmagens incluíram Madonna e o pub local do marido, Guy Ritchie, em Mayfair, Londres. Houve também uma aparição do cineasta Michael Moore, seu pai Tony Ciccone e madrasta Joan Ciccone. Em algumas cenas, Ritchie foi mostrada perdendo alguns dos shows de Madonna e saindo para tomar uma bebida, o que levou a cantora às lágrimas. Em dezembro de 2005, Madonna disse à Rolling Stone:
[Meu relacionamento com Guy] saiu tão peculiar [no documentário]. Não é um relacionamento típico. Muitos machos veem o filme e gostam do personagem de Guy, porque ele não me dá nenhum tratamento especial. Acho que partimos como um casal que tem uma conexão genuína e profunda. Ele está sempre lá para mim, mas não está impressionado. Eu sinto que somos uma espécie de The Honeymooners, só que eu sou a personagem de Jackie Gleason. Obviamente, ele me irrita de maneira significativa, como o outro significativo de todos.
Referindo-se aos incidentes no pub, Madonna explicou sua visão sobre os relacionamentos em que um homem tem que viajar com sua esposa, enquanto dá um exemplo de sua amiga, a atriz Gwyneth Paltrow. Ela disse que era mais fácil para Paltrow fazer uma turnê com seu então marido, Chris Martin, que é o vocalista da banda de rock alternativo Coldplay. Madonna também se lembrou de seu relacionamento conturbado com o pai e de como ele havia enviado o e-mail à cantora com sua aprovação, depois de assistir ao documentário. A Cabala apareceu com destaque no final e cantora queria embarcar em uma peregrinação espiritual a Israel. No entanto, judeus ultraortodoxos protestaram contra sua viagem, dizendo que Madonna desonrou o judaísmo com seu retrato de usarfilactérias sobre o braço — um costume judaico geralmente reservado para homens — no videoclipe de seu single de 2002 "Die Another Day", antes de escapar de uma cadeira elétrica na qual as letras hebraicas soletram um dos 72 nomes sagrados de Deus. Embora os títulos israelenses tivessem aconselhado a cantora contra a viagem, ela visitou túmulos de sábios judeus no norte de Israel, bem como santuários como o Túmulo de Raquel, nos limites de Belém, local de sepultamento tradicional da matriarca bíblica Rachel.

## Produção e lançamento

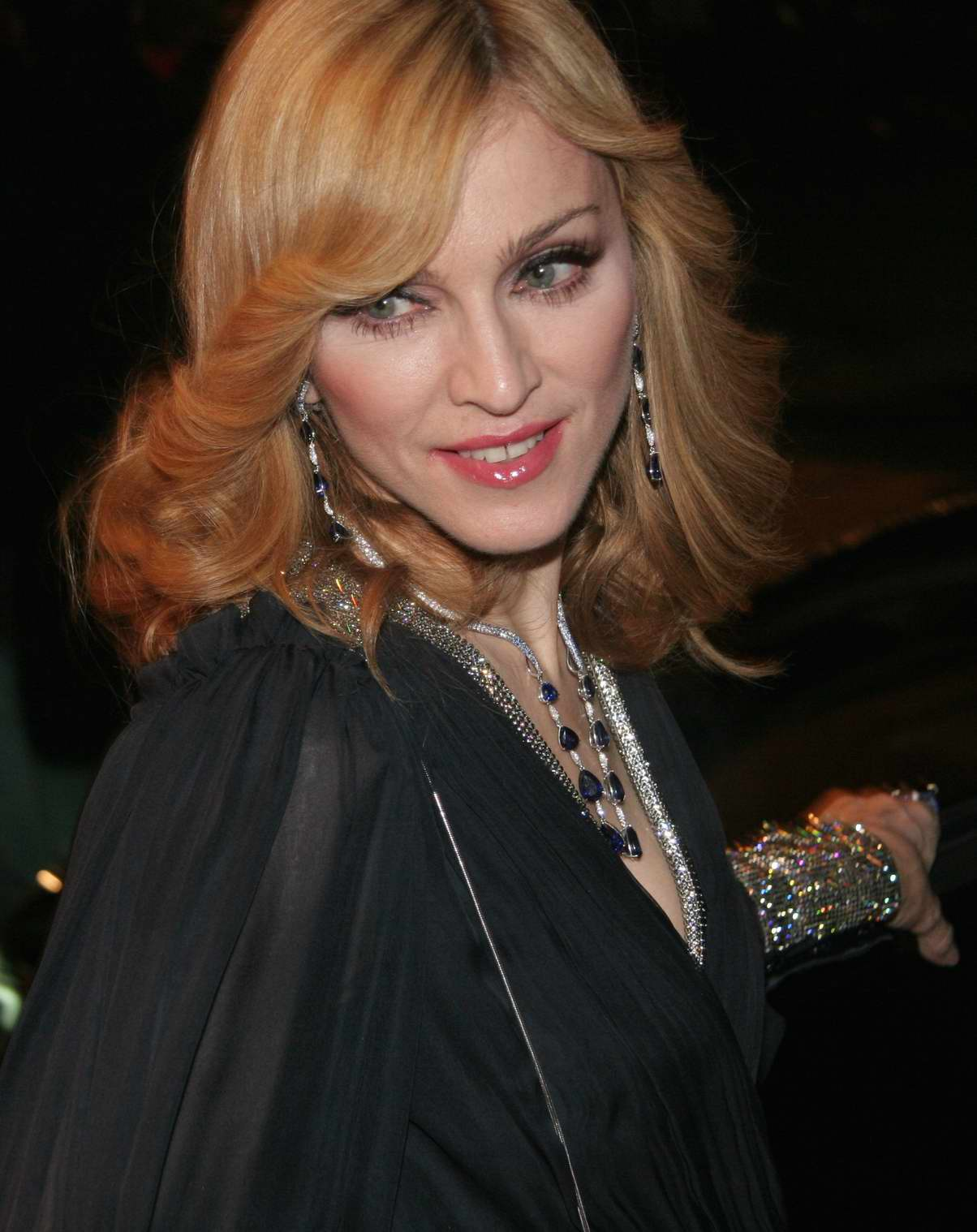
Madonna promovendo I'm Going to Tell You a Secret in Chelsea, Londres.

Moore inicialmente se ofereceu para dirigir o documentário, embora Madonna tenha contratado Åkerlund como diretor, já que Moore estava ocupado com seu próprio projeto, Fahrenheit 9/11. Moore disse mais tarde que ele poderia ajudar na edição e aconselhou Madonna a filmar "o máximo de conteúdo possível". I'm Going to Tell You a Secret foi um filme importante para Madonna, que estava determinado a mostrar sua personalidade amadurecida através do documentário. Ela tinha um orçamento escasso de um milhão (US$ 1,35 milhão de dólares em 2019) para produção. A cantora teve que passar um tempo na sala de edição com Åkerlund, analisando todas as cenas e criando a versão final. Madonna lado a lado também começou a trabalhar em seu décimo álbum de estúdio, Confessions on a Dance Floor, alternando entre editar o filme e gravar. Madonna teve que voar para Estocolmo para a edição e descreveu a agenda de filmagens de 350 horas em um documentário de duas horas como "exaustiva". Ela lembrou de seus pensamentos durante esse tempo:
Eu estava sentado lá no teatro nos fundos, mostrando para as pessoas pela primeira vez. Quero dizer, era como uma poça de suor em volta dos meus pés. Era como, 'Oh meu Deus, oh meu Deus, espero ter feito a coisa certa. Oh, essa cena é muito longa. Oh, isso é muito curto. Eles vão conseguir essa parte? Eles vão gostar disso? Ah, eles vão achar chato! Apenas me preocupando o tempo todo, roendo minhas unhas.

Antes de lançar o filme, Madonna convidou um grupo de amigos e colegas de trabalho para assistir a um trecho de três horas do filme em um teatro local em Notting Hill, e notou o feedback deles. O consenso geral era de que havia muito da Cabala no filme; portanto, ela decidiu podar esses segmentos consideravelmente. O documentário estreou na MTV nos Estados Unidos, em 21 de outubro de 2005, às 22:00. Ela também mostrou aos estudantes de cinema do Hunter College de Nova Iorque e apareceu para uma sessão de perguntas e respostas. Esta promoção foi uma parte da série Stand In da MTV, em que celebridades preenchidos por professores universitários.
No Reino Unido, o documentário estreou no Channel 4 em 14 de dezembro de 2005. I'm Going to Tell You a Secret não foi lançado comercialmente e foi visto apenas na MTV e no canal 4. Åkerlund disse ao BlackBook que desejava mais as pessoas tiveram a chance de assistir ao documentário porque, segundo ele, é "uma obra de arte muito forte, se você me perguntar. ... tinha muito do meu sangue, suor e lágrimas".

## Resposta crítica
I'm Going to Tell You a Secret recebeu críticas mistas dos críticos. O'Brien observou como o filme revelou um "estranho isolamento à custa do estrelato" de Madonna. Ela elogiou as cenas com o pai, e as cenas em que Madonna não estava constrangida, como quando interage com os filhos, fala sobre suas "coxas italianas gordas" e também sobre a performance na chuva em Dublin. O'Brien criticou outras partes do filme, que ela disse serem "afetadas" pelo comportamento consciente na frente da câmera, como festas nos bastidores, poemas e recitais de piano. O autor J. Randy Taraborrelli escreveu em seu livro Madonna: An Intimate Biography que o filme permitiu um olhar muito mais atento à família da cantora. Ele ficou particularmente impressionado com as cenas de Lourdes, acreditando que ela "se revelou sofisticada além dos anos". Kathryn Flett, do jornal The Observer, descreveu como "Fascinante, [tem] pequenos lampejos de insights sobre seu relacionamento com [Ritchie], que ocasionalmente envolvem ela sendo tão feminina e levemente insegura quanto o resto de nós". Rupert Smith, do The Guardian, relatou que o diretor "espremeu toda última gota de espetáculo de uma performance altamente gerenciada pelo palco", mas comentou que "ela deu muito mais em In Bed with Madonna, de 1991; desta vez, ela deu apenas a ilusão de sinceridade". No entanto, ele elogiou dizendo "Até as orações fáceis de zombar antes do show trouxeram uma lágrima aos olhos. Não precisamos nos dizer que 'há mais na vida do que fama e fortuna – algo mais profundo, mais profundo' ou que 'o mundo material' é uma coisa ruim. Mas é bom ver um artista que, 20 anos em sua carreira, ainda está tentando mudar o mundo ".
Barry Walters, da Rolling Stone, mencionou que eu I'm Going to Tell You a Secret "não tem as delícias desagradáveis do documentário Truth or Dare da diva, de 1991. Em vez disso, uma Madge mais mundana luta para se tornar uma pessoa menos sincera e dependente de mordidas de som". Darryl Sterdan da Jam!, deu três em cinco estrelas, dizendo que "ainda é uma merda sentar-se para ver todo esse vídeo e ver quase tanto da limusine quanto o show dela ... Para começar, que tal nos dar um [filme] que não é derivado e auto-indulgente?". Colin Jacobson, do site do DVD Movie Guide, opinou que I'm Going to Tell You a Secret encontraria uma platéia dividida e como alguém reagiu ao documentário foi um reflexo de como se via Madonna. "Fãs como eu serão capazes de ignorar os momentos de autoatendimento e aproveitar os elementos da turnê. Também gostaremos do vislumbre atrás da cortina de Madonna na estrada", acrescentou. Essa opinião foi compartilhada por um revisor do Lexington Herald-Leader, que confessou que não gostou do documentário, exceto as apresentações ao vivo, pois viu Madonna apenas como "artista" e não como "pregadora".
Ao analisar a estréia de Madonna: The Confessions Tour Live TV em 2007, Ginia Bellafante, do The New York Times, lembrou as cenas de Madonna abraçando suas assistentes e dançarinas e desejando ser mais gentil com as pessoas que conhecera. Ela disse que provavelmente Madonna sabia que muitos em sua audiência tinham perdido a "Madonna de tantas Madonas atrás, aquela que recusou o refinamento e provavelmente pensou que Oxford era apenas uma companhia de seguros". Stephen Thomas Erlewine, da AllMusic, acreditava que o documentário servia bem a seu propósito. "Isso convencerá quem estiver em cima do muro a sair para assistir à turnê de 2006 e comprar os ingressos caros já", acrescentou.
Stephen M. Deusner de Pitchfork divulgou o comunicado, dizendo que "a vida [de Madonna], retratada neste documentário, é enclausurada e retirada, marcada por horas de estudo quieto da Cabala, mas com pouca reflexão. Intencionalmente ou não, Åkerlund revela a suprema falta de autoconsciência de Madonna, de suas tentativas embaraçosas de poesia ao tom condescendente que ela leva com seus dançarinos à sua visita incrivelmente irresponsável ao túmulo de Rachel, apesar dos avisos de seu país anfitrião e sua equipe de segurança". Ele terminou a crítica observando que Madonna não precisava provar mais nada, já que suas músicas "se tornaram uma linguagem compartilhada entre pessoas que têm muito pouco em comum. Sua música está mudando o mundo há mais de duas décadas, mas, infelizmente, ela parece inconsciente disso, seu único "segredo" para a unidade cultural pop.

## Mídia doméstica e álbum
I'm Going to Tell You a Secret foi lançado em formato de dois discos, um CD com 14 músicas do programa e um DVD com o documentário. O documentário e o álbum também foram lançados como download digital na iTunes Store. O CD ao vivo consistiu em duas faixas pré-gravadas, "The Beast Within" e "Hollywood", enquanto os extras do DVD incluíram 12 cenas excluídas do documentário. O lançamento recebeu resposta positiva da crítica e foi indicado a edição de 2007 do Grammy Awards na categoria de Melhor Vídeo Musical de Longa Forma, mas acabou perdendo o prêmio para Wings for Wheels: The Making of Born to Run de Bruce Springsteen. Foi um sucesso comercial moderado, alcançando o top dez das paradas musicais na Bélgica, Canadá, França, Alemanha, Itália e Suíça, enquanto o DVD liderou as tabelas de vídeo na Austrália , Espanha e Estados Unidos.